# 圣马夏尔勒蒙
圣马夏尔勒蒙（法語：Saint-Martial-le-Mont，法語發音：[sɛ̃ maʁsjal lə mɔ̃]）是法国克勒兹省的一个市镇，属于盖雷区。

## 地理
圣马夏尔勒蒙（46°2'58"N, 2°5'36"E）面积10.25 平方千米，位于法国新阿基坦大区克勒兹省，该省份为法国中部省份，位于法國中央高原西北部，北起安德尔省和谢尔省，西接维埃纳省，南至科雷兹省，东临多姆山省，东北与阿列省接壤。
与圣马夏尔勒蒙接壤的市镇（或旧市镇、城区）包括：阿安、阿尔、弗朗塞什、伊苏丹莱特里耶、拉瓦韦莱米讷、穆捷达安、圣梅达尔-拉罗谢特、圣帕尔杜莱卡尔。

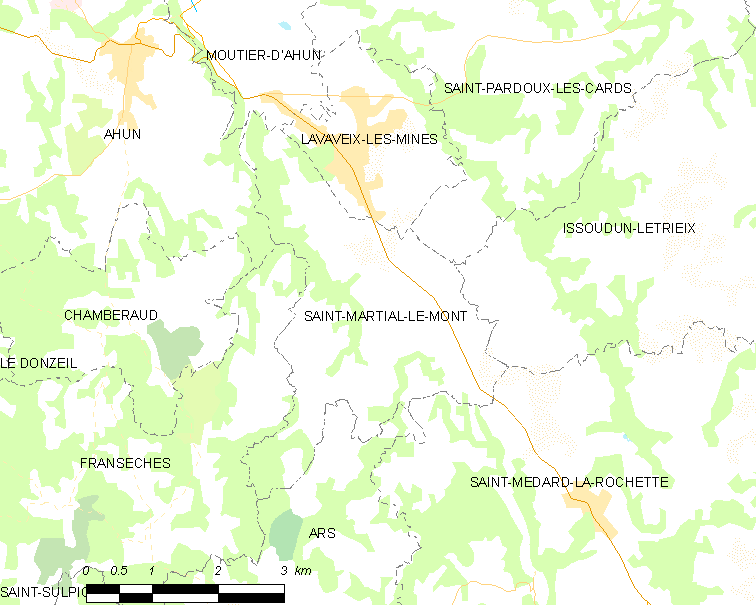
圣马夏尔勒蒙的OSM定位图

圣马夏尔勒蒙的时区为UTC+01:00、UTC+02:00（夏令时）。

## 行政
圣马夏尔勒蒙的邮政编码为23150，INSEE市镇编码为23214。

## 政治
圣马夏尔勒蒙所属的省级选区为阿安县。

## 人口

1962-2008年间圣马夏尔勒蒙人口变化图示

圣马夏尔勒蒙于2022年1月1日时的人口数量为264人。